# Kirkee (Cantonment)
Kirkee, auch Khadki, ist eine Stadt im indischen Bundesstaat Maharashtra. Die Stadt gehört zur Metropolregion von Pune.
Die Stadt ist Teil des Distrikts Pune. Kamptee hat den Status eines Cantonment. Die Stadt ist in 8 Wards gegliedert. Sie hatte am Stichtag der Volkszählung 2011 78.684 Einwohner, von denen 43.837 Männer und 34.847 Frauen waren. Hindus bilden mit einem Anteil von über 70 % die Mehrheit der Bevölkerung in der Stadt. Muslime haben einen Anteil von 13 %. Die Alphabetisierungsrate lag 2011 bei 78,68 %.
Khadki war der Schauplatz der Schlacht von Khadki, die 1817 zwischen der British East India Company und den Marathas ausgetragen wurde und in der Baji Rao II, der letzte Peshwa der Marathen, besiegt wurde. Bald nach dem Krieg errichteten die Briten hier ein Quartier. Heute ist der Ort ein Stützpunkt der Indischen Streitkräfte.
Der Bahnhof Kirkee liegt an der Strecke von Mumbai nach Pune der Indian Railways.